# Front page news
Front page news (voorpaginanieuws) is het negende muziekalbum van Wishbone Ash. De muziek neeg in die tijd steeds meer naar de gladgestreken Amerikaanse hardrock. Op dit album werden rocknummers afgewisseld met ballads, waarbij (ongewoon voor de band) ook strijkers te horen zijn. Het album is opgenomen in de Criteria Studio te Miami en de heren lijken op de hoes zo uit Miami Vice, dat toch zeven jaar later verscheen, weggelopen te zijn. Het album haalde een 31e plaats in vier weken notering in de Britse albumlijst.

## Musici
- Andy Powell – gitaar, zang
- Laurie Wisefield – gitaar, zang
- Martin Turner – basgitaar, zang
- Steve Upton – drums en percussie

## Muziek
Alle door Wishbone Ash behalve waar aangegeven

| Nr. | Titel                                 | Duur |
| --- | ------------------------------------- | ---- |
| 1.  | Front page news                       | 5:10 |
| 2.  | Midnight dancer                       | 4:28 |
| 3.  | Goodbye baby hello friend (Wisefield) | 3:50 |
| 4.  | Surface to air (Turner)               | 4:53 |
| 5.  | 714 (Wisefield)                       | 3:20 |
| 6.  | Come in from the rain (Turner)        | 4:34 |
| 7.  | Right or wrong (Turner)               | 2:51 |
| 8.  | Heart beat (Turner)                   | 4:21 |
| 9.  | The day I found your love             | 4:31 |
| 10. | Diamond Jack                          | 4:23 |